# Mitcham
Mitcham – dzielnica w południowo-zachodnim  Londynie, leżąca w gminie London Borough of Merton. Jest położone 11,6 km na południowy zachód od Charing Cross.  Mitcham jest położone na granicy wewnętrznego Londynu oraz zewnętrznego Londynu i historycznie było dzielnicą Surrey. Mitcham jest wspomniana w Domesday Book (1086) jako Michelham.